# Arthur Holmes
Arthur Holmes (Gateshead, 14 gennaio 1890 – Londra, 20 settembre 1965) è stato un geofisico e geologo inglese.

## Biografia
Figlio di un pastore metodista, trascorse la fanciullezza nella città natale, una cittadina industriale. La sua famiglia era di modeste condizioni economiche, e Holmes si trovò spesso in difficoltà per buona parte della sua vita. Frequentò il Royal College of Science dell'Università di Londra grazie a una borsa di studio. Durante gli studi universitari ideò un metodo di datazione radiometrica basata sul decadimento dell'uranio nel piombo col quale stimò in 370 Ma l'età di una roccia del Devoniano rinvenuta in Norvegia. Si laureò nel 1910 e vide la sua tesi pubblicata l'anno successivo. Poco più tardi pubblicò un celebre libro The Age of the Earth (1913) nel quale stimava l'età della Terra in 1600 Ma. La sua ultima stima dell'età della Terra (4500 ± 100 Ma) era basata sulla tecnica dei rapporti isotopici dell'uranio ideata da Alfred O. C. Nier.
La modesta entità della borsa di studio lo spinse ad abbandonare gli studi per lavorare in Mozambico. Vi rimase solo sei mesi durante i quali contrasse una grave forma perniciosa di malaria, patologia le cui sequele durarono tutta la vita e che tuttavia gli permise di evitare il servizio militare durante la prima guerra mondiale. Proseguì gli studi all'Imperial College of London conseguendo il dottorato nel 1917.
Nel 1920 si recò in Birmania alle dipendenze di una società petrolifera. Ma anche quell'esperienza fu poco felice: la morte del figlioletto per dissenteria e la bancarotta della società lo spinsero a ritornare nel Regno Unito nel 1922. Dopo aver esercitato per sopravvivere il commercio al minuto, nel 1924 divenne professore di Geologia all'Università di Durham, dove rimase fino al 1943, anno in cui si trasferì all'Università di Edimburgo. Si dedicò all'insegnamento a Edimburgo fino al suo pensionamento, nel 1956.
Holmes è noto per essere stato uno dei primi studiosi ad aver accettato la teoria della Deriva dei continenti già pochissimi 
anni dopo che Alfred Lothar Wegener l'avesse formulata; l'adesione di Holmes, divulgata nel fortunato trattato Principles of physical geology, fu essenziale per la fortuna della teoria e della successiva Tettonica delle placche. Testimonia Richard Fortey a proposito delle capacità didattiche di Holmes:
(Richard Fortey, Terra, una storia intima, Torino: Codice edizioni, 2005, p. 28)
Holmes ipotizzò che il "motore" della deriva dei continenti potesse essere il moto convettivo del materiale del Mantello terrestre.

## Opere
- Arthur Holmes, Principles of physical geology, London etc.: T. Nelson, 1944. Trad. italiana: Principi di geologia fisica di Holmes, edizione italiana a cura di G. Rigatti, L. Montresor, presentazione dell'edizione italiana di Giorgio Vittorio Dal Piaz, Padova: Piccin, 1998
- Arthur Holmes, The nomenclature di Petrology . with references to selected literature, London: Murby & Co, 1928
- Arthur Holmes, The age of the Earth: an introducion to geologial ideas, London: Harper & Brothers, 1913
- Arthur Holmes, The petrology of the volcanic field of Bufumbira, South-West Uganda, Entebbe: Printed by the Government printer, 1937

## Riconoscimenti
Nel 1956 gli furono assegnate sia la Medaglia Wollaston che la Medaglia Penrose, due importanti riconoscimenti nell'ambito delle Scienze della Terra; il suo nome è stato attribuito alla Medaglia Arthur Holmes un riconoscimento dell'European Geosciences Union. 
Gli è stato dedicato il cratere marziano Holmes.
All'Università di Durham sono intitolate ad Arthur Homes sia il "The Arthur Holmes Isotope Geology Laboratory" del Dipartimento di "Scienze della Terra" che l'Associazione degli studenti di Geologia.